# Klasztor Mar Behnam
Klasztor Mar Behnam (aram. ܕܝܪܐ ܪܡܪܝ ܒܗܢܡ ܘܡܪܬ ܣܪܐ, arab. دير مار بهنام) – chrześcijański klasztor pod wezwaniem św. Behnama, znajdujący się w miejscowości Al-Hamdanijja, w dolinie Niniwy, w Iraku. Znajdował się w nim kościół typu wschodniego z XII–XIII wieku, uważany za jeden z najpiękniejszych z tego okresu.

## Historia
Ustanowiony ok. 382 roku na miejscu męczeńskiej śmierci i pochówku św. Behnama, jego siostry Sary oraz ich towarzyszy, stał się popularnym celem pielgrzymek. Powiązany później z prorokiem Eliaszem i opisywanym w Koranie mędrcem al-Khidrim, był świętym miejscem chrześcijan, muzułmanów, jezydów i Mongołów. Chór kościelny został wybudowany w 1164 roku. W latach 1233–1295 świątynia została odnowiona i udekorowana. W 1295 padła ofiarą najazdu Mongołów, którzy zrabowali skarby z wyjątkiem krzyża i relikwiarza – drogocenności zostały wszakże zwrócone na rozkaz ich dowódcy Bajdu Chana. Po tym najeździe, lokalny mnich Jakub „utożsamił” św. Behnama z al-Khidrim, by zapobiec kolejnym napadom.
W późniejszym okresie klasztor popadł niemal w ruinę: w latach 40. XIX wieku był praktycznie opuszczony, zamieszkiwało w nim tylko kilku Kurdów, ale następnie został przejęty przez syryjskich katolików (wcześniej należał do syryjskiego Kościoła ortodoksyjnego) i częściowo odnowiony, oraz podjęto w nim regularne nabożeństwa.
Został zniszczony 19 marca 2015 roku przez Państwo Islamskie, mimo to ocalało ponad 400 chrześcijańskich rękopisów z XIII–XX wieków.

## Opis
Ufortyfikowany klasztor miał formę prostokąta o wymiarach ok. 75 m ze wschodu na zachód i ok. 45 m z południa na północ (zob. plan 1). Główna brama prowadziła na obszerny dziedziniec, częściowo przedzielony budynkiem mieszkalnym mnichów. Na zewnątrz kościoła, wzdłuż zachodniej fasady rozciągał się rozległy portyk. Na fasadzie od strony dziedzińca klasztornego i wewnątrz świątynia posiadała elementy rzeźbiarskie w postaci pokrytych arabeskami i napisami portali, wnęk oraz płaskorzeźb. Do kościoła prowadziły dwa bogato zdobione syryjskimi napisami wejścia. Nad północnym wejściem znajdował się krzyż, wokół którego rozmieszczone były płaskorzeźby przedstawiające świętych: Behnama, Sarę, Piotra i Pawła. Fasada kościoła ozdobiona była też niszą z różowego marmuru, otoczoną mniejszymi i niszami i frezami.
Kościół o nawie podzielonej przez duży prostokątny filar, na którym opierał się podwójny łuk. Sklepienie większej części nawy wsparte było na pojedynczej, centralnie umieszczonej kolumnie. Carskie wrota, prowadzące do ołtarza, pochodziły z 1164 roku i ozdobione były płaskorzeźbami św. Behnama i św. Jerzego zabijającymi smoki. Jeszcze jedno wyobrażenie św. Behnama wyrzeźbione było na ścianie ołtarzowej, naprzeciw prostokątnego filaru, na którym z kolei była umieszczona podobizna jego siostry. 
Główny ołtarz znajdował się na podwyższeniu, w półokrągłej wnęce pod łukowym dachem, w kaplicy przykrytej bogato zdobioną kopułą; na lewo od prezbiterium znajdowała się kaplica, o ścianach ozdobionych inskrypcjami, w której pochowanych było kilku syryjskich biskupów. Jedna z kaplic miała zachowane sklepienie stalaktytowe. W świątyni czczono też Matkę Boską, której poświęcona była osobna, bogato zdobiona kaplica; inne kaplice poświęcone były św. Jerzemu i Mar Mattai (św. Mattai), pustelnikowi, który ochrzcił Behnama. 
Około 20 m od klasztoru stało baptysterium, podłużny budynek, wewnątrz którego, na półokrągłym obniżeniu podłogi umieszczona była wysoka na ok. 1,2 i szeroka na ok. 90 cm chrzcielnica. Wedle XIX-wiecznego opisu, naprzeciw obniżenia znajdowało się wejście do podziemnej kaplicy, przykrytej kopułą, z ośmioma zagłębieniami, przeznaczonymi na groby i sarkofagiem, w którym spoczywać miał św. Behnam. Baptysterium pochodziło z XIII wieku, zdobione było portalem, a wewnątrz – niszą o sklepieniu stalaktytowym.
Nieopodal klasztoru znajdował się niewielki, zasilany źródłem stawek, którego woda miała mieć właściwości lecznicze, zwłaszcza przeciw chorobom skóry i epilepsji. Wszystkie postacie związane z klasztorem – św. Behnam, Eliasz i al-Khidr – były związane z wodą i długowiecznością. Źródło miało średnicę ok. 2,5 m, wydzielały się w nim niewielkie ilości siarkowodoru. Ponieważ brzegi były dość strome, niecka ze źródłem przy bezwietrznej pogodzie mogła wypełnić się gazem w ilości zagrażającej życiu – przed I wojną światową zatruło się tam śmiertelnie dwóch mnichów.

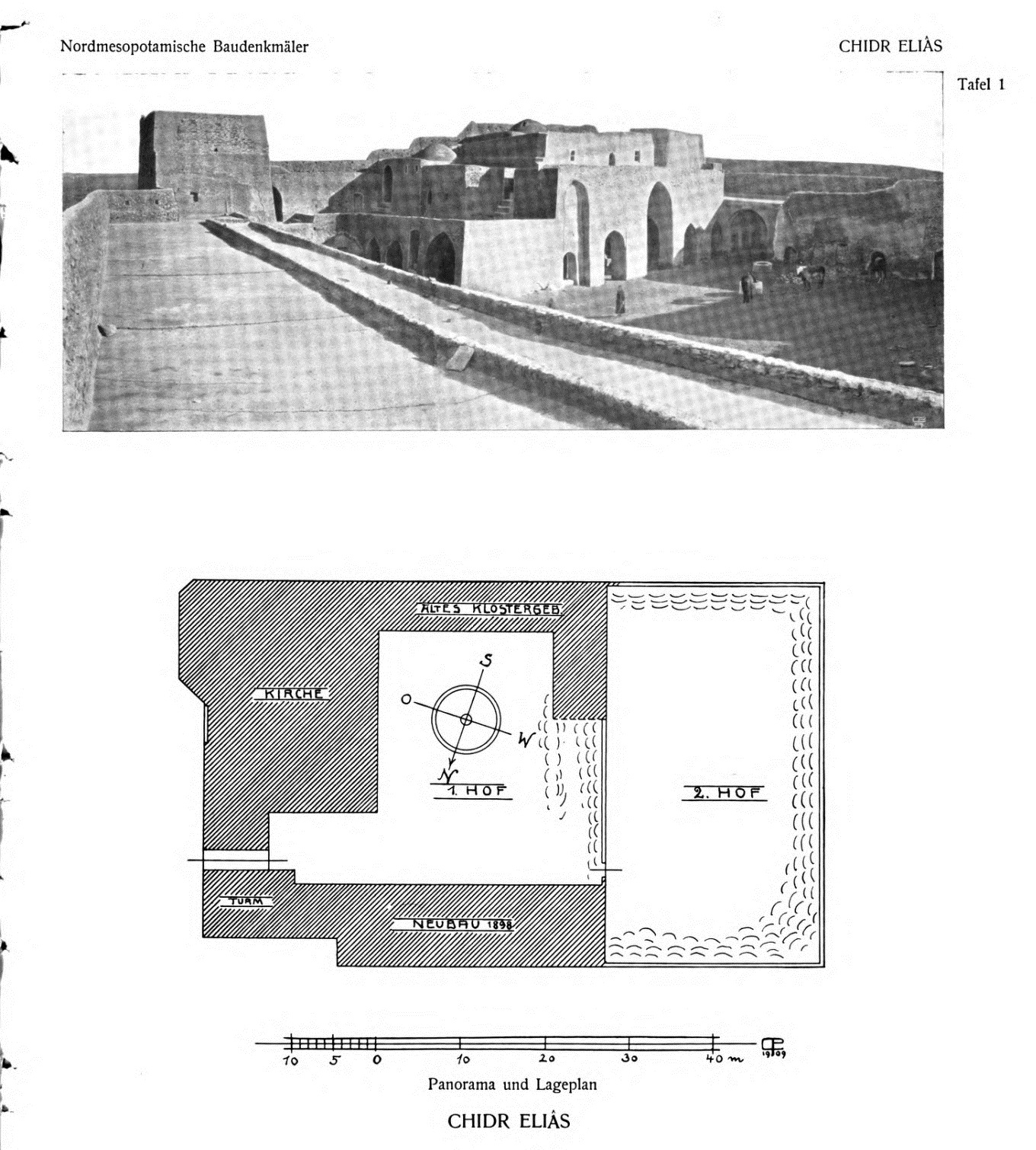
Plan 1. Plan klasztoru Mar Benham: hof - dziedziniec, kirche - kościół, turm - wieża, altes klostergeb. - stare budynki klasztorne; na górnej rycinie widok na dziedziniec i budynek kościoła
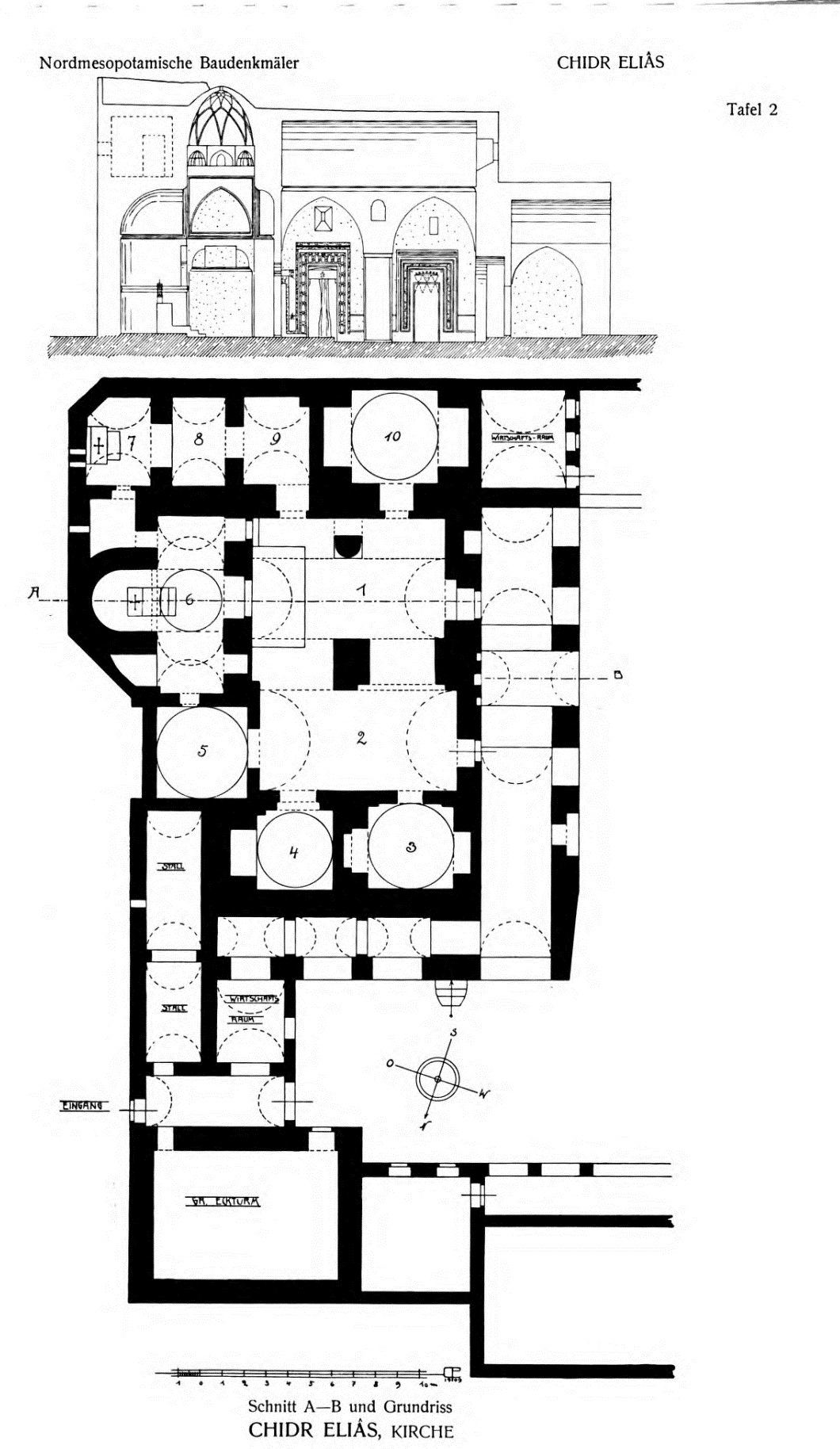
Plan 2. Plan kościoła: u góry przekrój przez główną nawę; na dole plan: 1-2 główna nawa, 3, 4 i 10 boczne pomieszczenia, 5 - kaplica grzebalna, 6 i 7 - ołtarze; legenda wg Badger i Neale, The Nestorians and their rituals, 1852, plan po s. 94
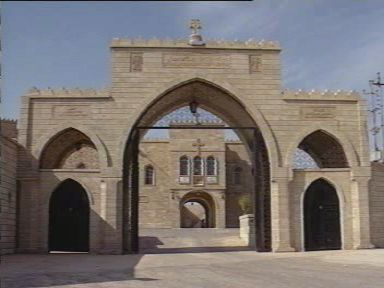
Brama klasztoru